# 28 janvier 1925
Le mercredi 28 janvier 1925 est le 28e jour de l'année 1925.

## Naissances
- Daan Retief, joueur de rugby international sud-africain
- Raja Ramanna (mort le 24 septembre 2004), physicien indien

## Décès
- Friedrich Siebenrock (né le 20 janvier 1853), zoologiste autrichien